# 25772 Ashpatra
25772 Ashpatra è un asteroide della fascia principale. Scoperto nel 2000, presenta un'orbita caratterizzata da un semiasse maggiore pari a 2,7977372 UA e da un'eccentricità di 0,0463018, inclinata di 6,14262° rispetto all'eclittica.